# Bertold Hummel
Bertold Hummel (Hüfingen, 27 novembre 1925 – Würzburg, 8 agosto 2002) è stato un compositore tedesco.

## Biografia
Dal 1947 al 1954 studiò presso il Conservatorio musicale a Friburgo, sotto la guida di Harald Genzmer (composizione) e di Atis Teichmanis (violoncello).

Già a trent'anni intraprese tournée concertstiche. Nel 1955 sposò la violinista Inken Steffen. Dal 1956 al 1963 fu  cantore a Friburgo e libero collaboratore della rete Sudwestfunk a Baden-Baden. In seguito venne nominato insegnante di composizione al conservatorio statale di Würzburg. In questa città diresse anche, dal 1963 al 1988, lo Studio di Musica Moderna.
Nel 1974 ottenne la cattedra di professore, e dal 1979 al 1987 fu presidente della Hochschule für Musik a Würzburg, mentre dal 1988 divenne presidente onorario. Nel 1982 venne eletto membro dell'Accademia Bavarese delle Belle Arti.
L'Accademia, nel 1996, gli conferì il Premio Friedrich Baur. Inoltre ottenne il Premio Culturale dei Cattolici nel 1998.
Le numerose onorificenze comprendono anche la Borsa di Studio del Bundesverband der deutschen Industrie (1956), il Premio di Composizione della città di Stoccarda (1960), il Premio Robert Schumann della città di Düsseldorf (1961), la Borsa di Studio della Cité des arts internationale de Paris (1968) e il Premio Culturale della città di Würzburg (1988).
Tra le opere più importanti di Hummel l'opera da camera Des Kaisers neue Kleider, l'oratorio Der Schrein der Märtyrer, le tre Sinfonie, la Composizione sinfonica Stille vor dem Sturm, le Visioni per orchestra grande, il balletto Pas de deux, cinque messe, Lauda Sion per coro e orchestra, cantate, mottetti, cicli ispirati da Hesse, Storm e Eichendorff, diverse colonne sonore.
L'opera di Hummel, oltre ai paesi europei, è rappresentata negli Stati Uniti, nell'America Latina, in Giappone, Australia, Egitto, Canada, Russia e Sudafrica. II compositore teneva conferenze in Germania e all'estero.

## Opere scelte

### Oratori
- Der Schrein der Märtyrer op. 90 - oratorio

### Opere teatrali e balletti
- I vestiti nuovi dell'imperatore (H.C. Andersen) op. 10 - opera da camera
- Episoden op. 23 - balletto
- L'ultima flora (James Thurber) op. 55 - balletto
- Faust (Heinrich Heine) op. 78 - balletto

### Sinfonie
- Sinfonia n. 1  per orchestra d'archi op. 20
- Sinfonia n. 2  Reverenza op. 30
- Sinfonia n. 3 Jeremias (Franz Werfel) op. 100

### Altri lavori sinfonici
- Visioni (Apocalisse di Giovanni) op. 73
- Pentafonia per vari strumenti a percussione e archi  op. 53
- Concerto per vari strumenti a percussione e orchestra  op. 73
- Musica per marimba/vibrafono e archi op. 86
- Aphorismen über B-A-C-H per vari strumenti a percussione e archi op. 105
- Divertimento capriccioso per clavicembalo e orchestra da camera  op. 15
- Poem per violoncello e archi op. 80
- Metamorphosen über B-A-C-H per organo e orchestra op. 40
- Musica per chitarra e archi  op. 89
- Concertino per fagotto e archi op. 27
- Musica per corno e orchestra op. 96a
- Musica per sassofono e orchestra op. 96b
- Musica per clarinetto e orchestra op. 96c

### Musica per banda sinfonica
- Sinfonietta op. 39
- Oregon Sinfonia op. 67
- Tombeau per PJK op. 81g
- Musica urbana op. 81c

### Musica da camera
- Asiago per vari strumenti a percussione e violoncello op. 107b
- Adagio in memoriam Benjamin Britten per archi op. 62a
- Quartetto d'archi n. 1 op. 3
- Quartetto d'archi n. 2 op. 46
- Adagietto per sestetto d'archi op. 75d
- Sonata per violino e pianoforte op. 6
- Suite per violino solo op. 78
- Sonata per violoncello e pianoforte  op. 2
- Sonatina, per pianoforte, violino, viola, violoncello, contrabbasso
- Sinfonia piccola per 8 contrabbasso op. 66
- Quintetto di Fiati op. 22
- Ludi a tre per oboe, percussioni e pianoforte op. 29
- Trio per flauto, oboe e fagotto op. 60
- Trio in memoriam Olivier Messiaen per flauto, oboe e pianoforte op. 95c
- 5 Bagatellen per 6 clarinetti op. 28
- Ottetto di fiati op. 47
- Sonatina, per flauto dolce, flauto, tromba, corno, fagotto, trombone, tuba

### Musica per organo
- Marianische Fresken op. 42
- Alleluja op. 44
- In memoriam Anton Bruckner op. 91a
- Benedicamus Domino op. 102

### Musica per vari strumenti a percussione
- Quattro pezzi op. 92
- Marimbana op. 95d
- Due a Due per sassofono e percussioni op. 88a

### Musica per coro
- Missa brevis op. 5a per coro e otto fiati
- Missa Cantabo Domino op. 16 a cappella
- Missa brevis op. 18. per due voci e organo
- Missa Laudate Pueri op. 98b per coro e otto fiati
- Lauda Sion op. 24 per coro e orchestra da camera

### Musica per arpa
- Duo concertante per arpa e violoncello op. 33
- Fantasia gregoriana per arpa op. 97b

### Musica vocale da camera
- 8 Fragmente aus Briefen von Vincent van Gogh per baritono e quartetto d'archi op. 84
- Phantasus (Arno Holz) per voce e chitarra
- 6 Lieder nach Hermann Hesse per voce e pianoforte op. 71a
- 10 Lieder nach Theodor Storm per voce e pianoforte op. 71b,
- 5 Lieder nach Joseph von Eichendorff per voce e pianoforte op. 88b
- Kopflos - Lieder nach skurrilen Gedichten von Hermann Hesse per voce e pianoforte  op. 108